# Byåsen IL
Byåsen Idrettslag ist ein norwegischer Sportverein in Trondheim, der nach dem Trondheimer Stadtteil Byåsen benannt ist.

## Geschichte
Der Mutterverein wurde am 30. Oktober 1921 gegründet.
Byåsen Idrettslag ist mit circa 2.000 Mitgliedern einer von Trondheims größten Sportvereinen.
Die neun Abteilungen des Vereins sind Sport für Kinder, Fußball, Leichtathletik, Handball, Orientierungslauf, Skisport, Radsport, Training und Theater.

## Byåsen Håndball Elite (Handballabteilung)

### Geschichte
Die Handball-Abteilung entstand erst 1940. 1980 erregte die Damen-Abteilung von Byåsen erstmals Aufsehen, als man als Drittligist überraschend ins norwegische Pokalfinale einzog. Zwei Jahre später stieg die Mannschaft das erste Mal in die norwegische Eliteserien auf; nach einem erneuten Jahr Zweite Liga in der Saison 1983/84 etablierte der Verein sich dann in der höchsten norwegischen Liga. 1987 gewann der Verein die erste Meisterschaft, es folgten seitdem vier weitere. Allerdings gelang es Byåsen nie, einen Europapokal zu gewinnen.
Im neuen Jahrtausend fiel Byåsen immer mehr hinter Larvik HK zurück. 2004 bis 2013 wurde die Mannschaft stets Vizemeister.

### Erfolge

#### Eliteserie
- Sieger: 1987, 1988, 1990, 1996, 1998
- Zweiter: 1991, 2005, 2006, 2007
- Dritter: 1986, 1997, 1999, 2003

#### Pokal
- Sieger: 1988, 1989, 1991
- Finale: 1980, 1985, 1986, 1987, 1990, 1994, 1998, 2004, 2005, 2006

#### EHF Champions League
- Viertelfinale: 1991, 1997, 1999

#### Europapokal der Pokalsieger
- Finale: 2007
- Halbfinale: 1996

#### Euro-City-Cup
- Halbfinale: 2000

### Bekannte Spielerinnen

#### Bekannte ehemaligen Spielerinnen
- Ida Alstad
- Marit Malm Frafjord
- Kari Aalvik Grimsbø
- Trine Haltvik
- Vigdis Hårsaker
- Mia Hermansson-Högdahl
- Camilla Herrem
- Tonje Nøstvold
- Gøril Snorroeggen
- Marte Snorroeggen
- Elisabeth Aaraas
- Tora Uppstrøm Berg

#### Bekannte ehemalige Spieler
- Alexander Buchmann

## Fußball
Die Damenmannschaft spielt aktuell (2018) in der 1. Divisjon (zweithöchste Spielklasse). Die Herrenmannschaft spielt in der Norsk Tipping-ligaen (vierthöchste Spielklasse).

## Ski
Die Ski-Abteilung ist in zwei Kategorien unterteilt: Skilanglauf sowie Skispringen/Nordische Kombination. 5 Vereinsmitglieder nahmen an den Olympischen Spielen 2006 in Turin teil.
Tor Arne Hetland und Kristin Mürer Stemland im Langlauf, Magnus Moan und Petter Tande in der Nordischen Kombination und Tommy Ingebrigtsen im Skispringen. Die Biathleten Lars Berger und Ole Einar Bjørndalen, die zeitweise auch im Langlauf antreten, sind ebenso Mitglieder.

### Bekannte Mitglieder

#### Langlauf
- Tor Arne Hetland
- Kristin Mürer Stemland
- Lars Berger
- Ole Einar Bjørndalen
- Johannes Høsflot Klæbo

#### Nordische Kombination
- Jørgen Graabak
- Magnus Moan
- Petter Tande

#### Skispringen
- Bendik Jakobsen Heggli
- Tommy Ingebrigtsen
- Håvard Lie